# Olasznád
Az óriás olasznád (Arundo donax), (franciául: canne de Provence, katalánul: Canya de sant Joan olaszul: arundo, spanyolul: caña común) a perjefélék családjába tartozó faj. Európában a legnagyobbra növő pázsitfűféle. Elsősorban a Földközi-tenger mellékén, nedves talajon, vízfolyások, lagúnák mentén található.

## Leírása
Hasonlít a közönséges nádhoz, de jóval nagyobbra nő. Magassága 2–5 méter közötti (ritkán eléri a 10 métert); üreges, csomókkal tagolt szárának átmérője 2–3 cm, anyaga kemény, fás. Levelei 2–8 cm szélesek, 30–60 cm hosszúak, lelógóak, kékeszöldek. Ha elegendő nedvességhez jut, nyáron akár napi 5 cm-t is növekedhet. Szeptemberben, októberben virágzik; virágzata kb. fél méter hosszúságú buga.

## Felhasználása
Szélfogónak, élősövénynek használják, partvidékeken a talajerózió megakadályozása céljából telepítik. Anyagát már a történelem előtti korokban is használták kerítésnek, kisebb építmények, kunyhók készítésére, horgászbotnak, levelét tetőfedésre. Széthasított szárából kosarat, egyéb fonott tárgyakat készítenek.
Üreges testéből sokféle fúvós és idiofon hangszer is készíthető, de  a nádnyelves hangszerek, az oboa, a fagott, a klarinét, a szaxofon hangkeltő részének, nádsípjának anyaga is ennek a nádnak a szárából van hasítva.

## Képek

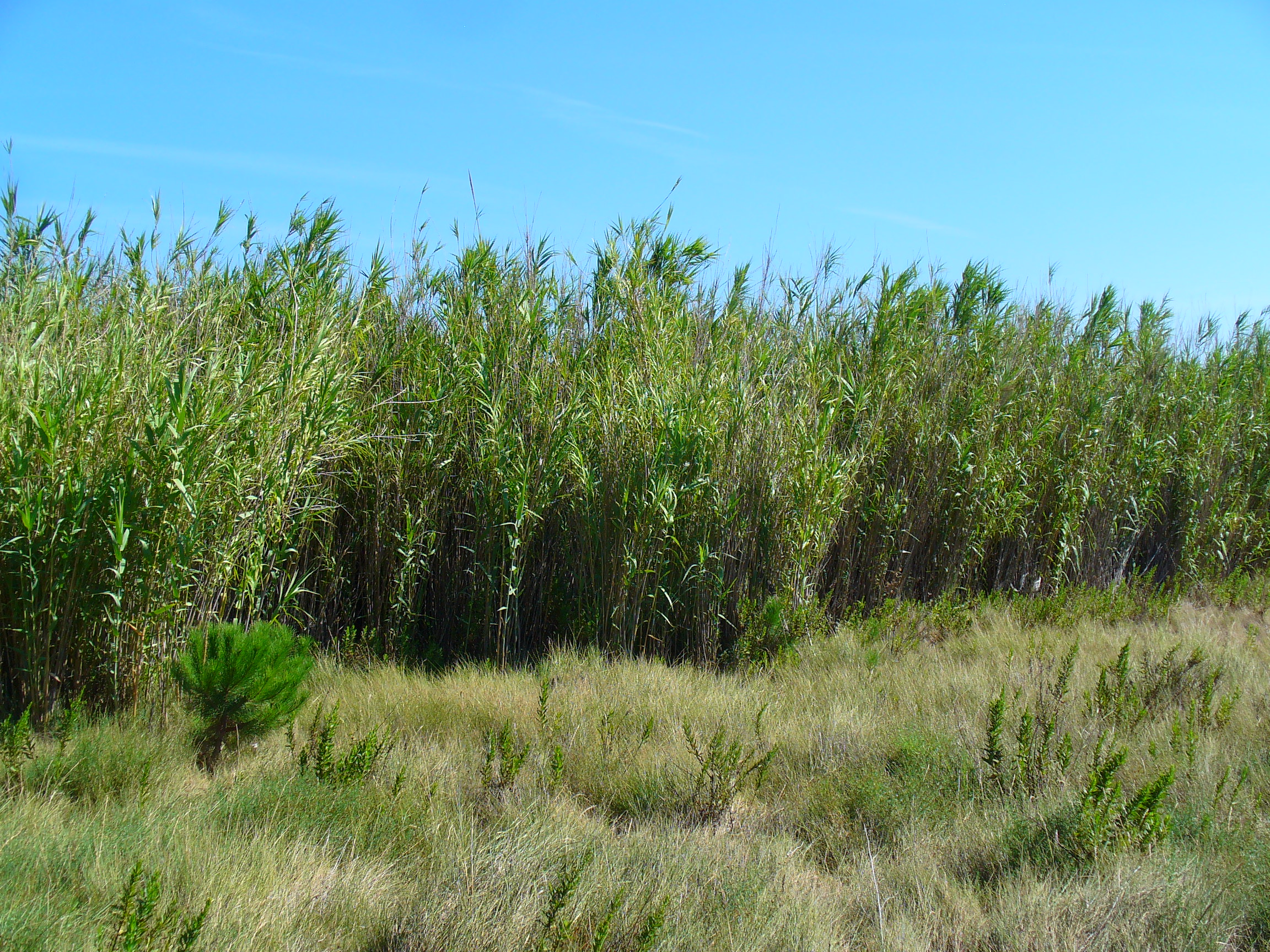
Olasznád Krétán, Görögország
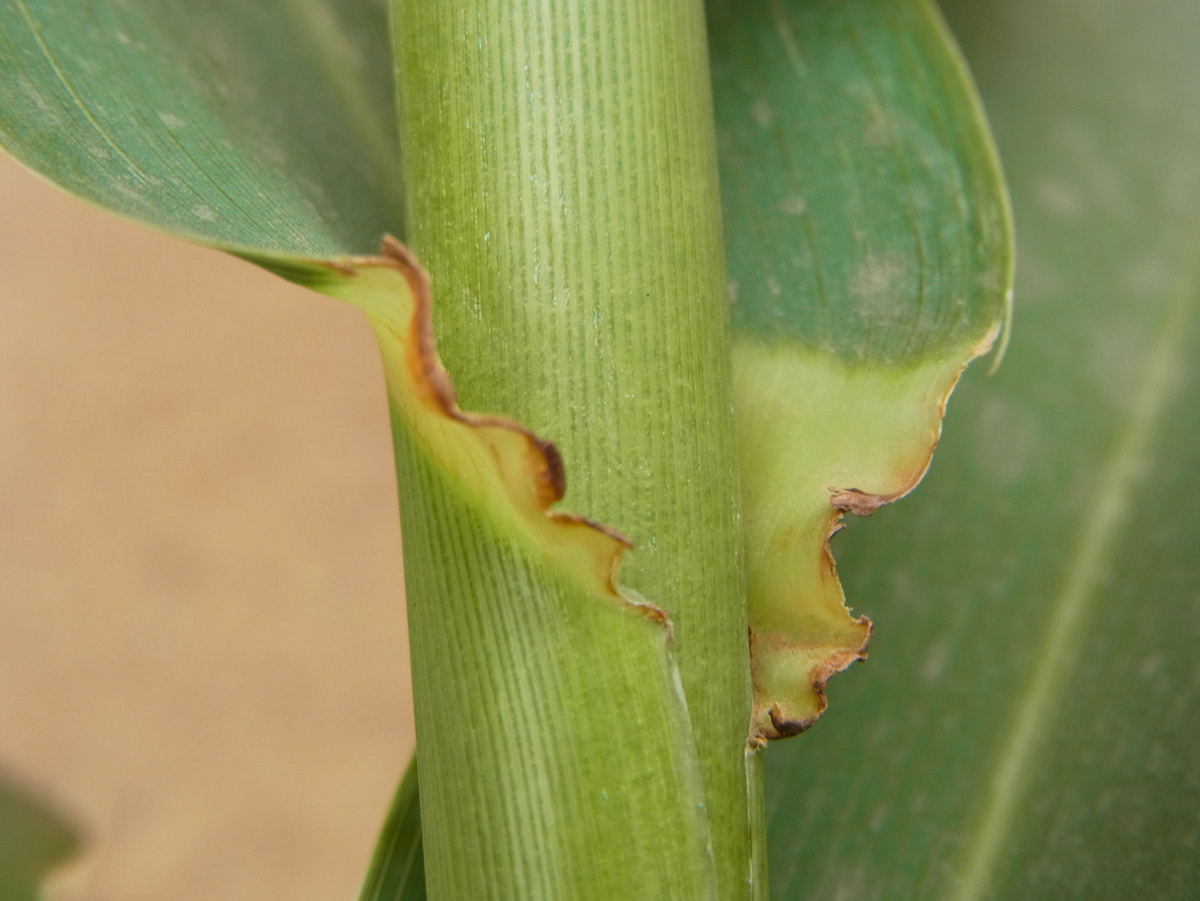
szára
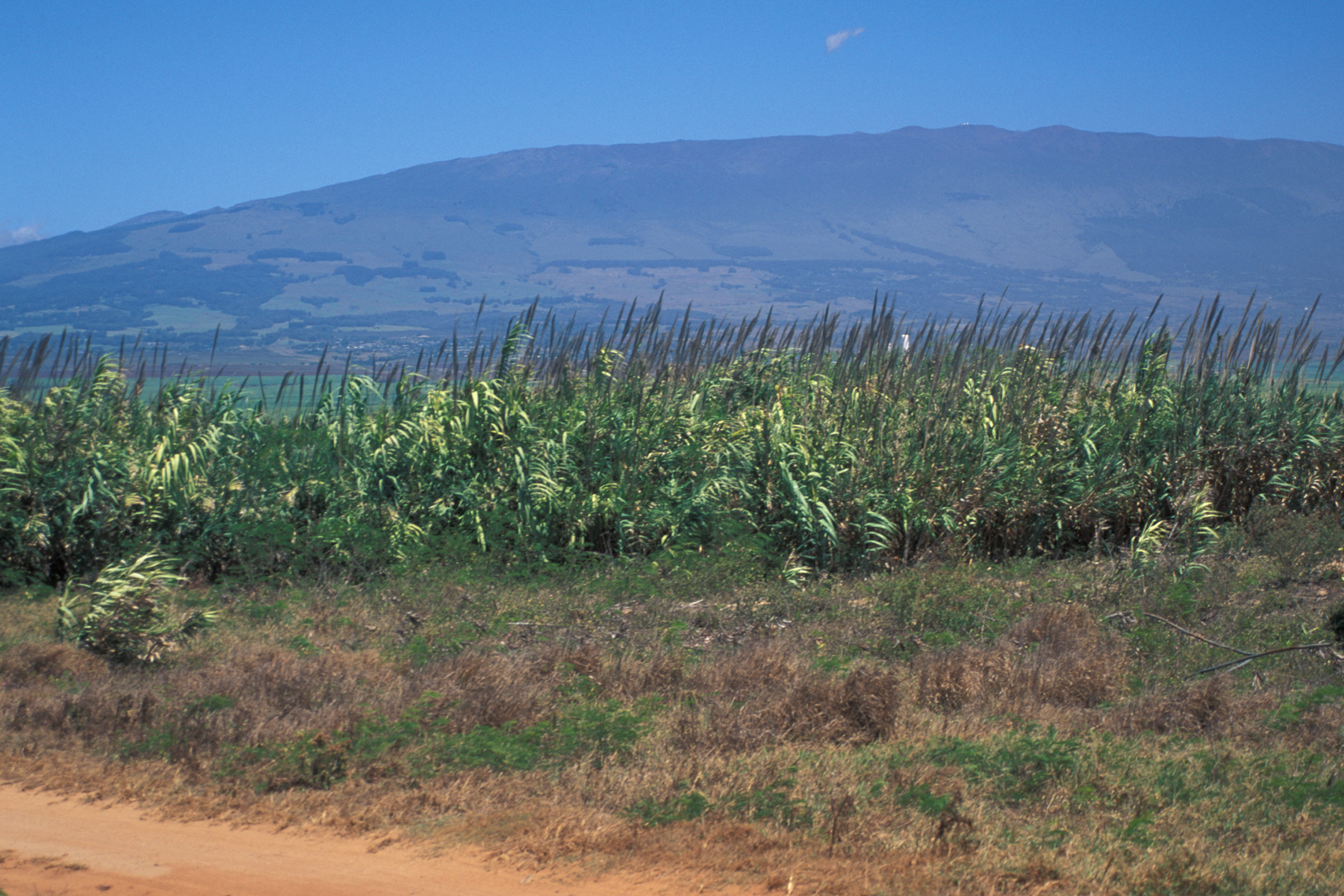
Megtelepedve Maui-n, Hawaii-szigetek
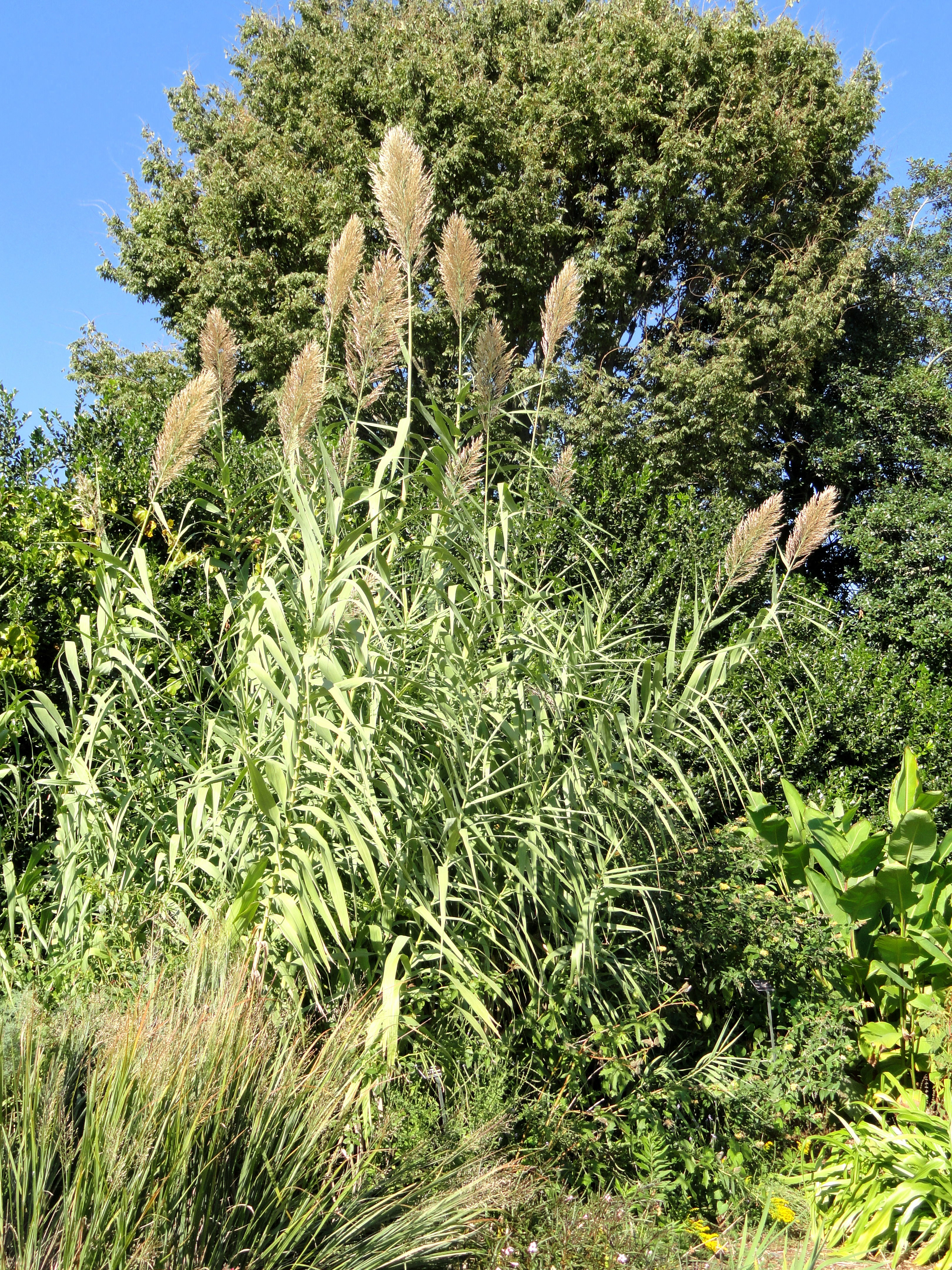
Variegata fajta